# Mimestoloides
Mimestoloides is een kevergeslacht uit de familie van de boktorren (Cerambycidae). De wetenschappelijke naam van het geslacht werd voor het eerst geldig gepubliceerd in 1974 door Breuning.

## Soort
Mimestoloides omvat de volgende soort:
- Mimestoloides andresi Breuning, 1974